# Burro di bufala
Il burro di bufala è un burro ottenuto per operazione meccanica direttamente dalla lavorazione del latte di bufala o dal siero proveniente dalla lavorazione della mozzarella e degli altri prodotti lattiero caseari a base di latte di bufala.
La forma è variabile, solitamente cilindrico – allungata; le pezzature adoperate sono da 125 g, fino a 5.000 g; altre pezzature possono essere adoperate per usi diversi dal consumo diretto.
La composizione chimica (x 100 gr di prodotto), è in media la seguente: acqua 18 g, proteine 0,65 g, grassi 83 g; valore energetico 770 Kcal. La percentuale di grasso sulla sostanza secca è di almeno l'82%.
Va conservato a 4 °C.

## Lavorazione
Ingredienti: Crema di latte di bufala o crema di siero di latte di bufala.
Fasi di lavorazione:
- centrifugazione o zangolatura della crema (se ricavato dal latte direttamente), oppure, se da siero proveniente dalla lavorazione della mozzarella;
- riscaldamento del siero residuo della lavorazione della cagliata a 75-85 °C;
- affioramento dei fiocchi che affiorano - detti prima ricotta;
- raccolta e deposito in un recipiente per circa mezz'ora;
- trasferimento della pasta in un telo di cotone a scolare fino al giorno seguente;
- lavorazione della massa in un recipiente di legno per separare il grasso dal resto del siero;
- rassodamento del grasso affiorante attraverso l'aggiunta di acqua a 10-15 °C;
- formatura del burro, tempratura in acqua fredda, allontanamento dell'acqua residua;
- maturazione.

## Materiali, attrezzature e locali utilizzati per la produzione
- Laboratori artigianali e locali per la conservazione (celle);
- attrezzatura in acciaio.

## Riferimenti normativi
- L. 283/62 e D.P.R. 327/80 (Norme igiene alimenti e bevande)
- D.P.R. 777/82 e D.L. 108/92 relativi ai materiali ed oggetti destinati a venire a contatto con gli alimenti
- Dir. 93/43/CEE (Igiene degli alimenti e delle bevande)
- D.Lgs. 155/97 (Decreto di applicazione Dir. 93/43/CEE)
- D.P.R. 54/97 (Attuazione Dir. 92/46 e 92/47 per la produzione e l'immissione sul mercato dei prodotti a base di latte)
- Circolare nº 11 del 1998 (Indicazioni del Ministero della Sanità sull'applicazione del D.Lgs. 155/97)
- D.Lgs. 173/98 (Individuazione dei prodotti tradizionali)
- D.M. 350/99 (Regolamento recante norme per l'individuazione dei prodotti tradizionali)

## Fonti
- Pagina dei P.A.T. dell’Assessorato all’Agricoltura della Regione Campania, su sito.regione.campania.it. URL consultato il 22 luglio 2011 (archiviato dall'url originale il 22 luglio 2011).